# Geoffrey Francis Mayne
Geoffrey Francis Mayne (* 27. August 1928 in Kensington; † 14. September 2003) war ein australischer Geistlicher und Militärbischof von Australien.

## Leben
Geoffrey Francis Mayne empfing am 21. Juli 1956 die Priesterweihe.
Papst Johannes Paul II. ernannte ihn am 2. Januar 1985 zum Militärbischof von Australien und Titularbischof von Mopta. Die Bischofsweihe spendete ihm der Erzbischof von Brisbane, Francis Roberts Rush, am 27. Februar desselben Jahres; Mitkonsekratoren waren Edward Bede Clancy, Erzbischof von Sydney, und Luigi Barbarito, Apostolischer Nuntius in Australien.
Am 7. März 1998 verzichtete er im Zuge der neuen Vergaberichtlinien der römischen Kurie auf seinen Titularbischofssitz. Am 16. Juli 2003 nahm Johannes Paul II. seinen altersbedingten Rücktritt an.